# Josep Fusté
Josep Maria Fusté Blanch (Linyola, 15 de abril de 1941 – 20 de abril de 2023) foi um futebolista espanhol que jogou como meio-campista, e que foi capitão do Barcelona durante os anos 1960 e início dos anos 1970. Também jogou pelo Osasuna e pelo Hércules.
Em 1960, juntamente com Luis Suárez, Amancio Amaro, José Ángel Iribar e Jesús María Pereda, ele ajudou a Espanha a vencer o Campeonato Europeu de 1964.
Depois de se aposentar como jogador, ele trabalhou como executivo de relações públicas da Codorniu, uma empresa catalã de espumantes. Também atuou como presidente da associação de veteranos do FC Barcelona.

## Carreira
Nascido em Linyola na Catalunha, Fusté ingressou ao Barcelona em 1958 e depois foi emprestado ao Osasuna. No Osasuna ele fez sua estréia na Primera División em 3 de setembro de 1961 e marcou um gol em uma penalidade em um empate por 2-2 com o Espanyol.
Durante suas dez temporadas jogando pelo time principal do Barcelona, o clube terminou em segundo lugar por quatro vezes na La Liga, mas nunca foi campeão. No entanto, durante a década de 1960 e início de 1970, eles tiveram sucesso em várias competições de copa. Em 1962, Fusté jogou a sua primeira final europeia quando jogou pelo Barcelona a final da Taça das Cidades com Feiras. Eles empataram em 1 a 1, mas o Barça perdeu por 7 x 3 para o Valencia no total. Em 1966, ele jogou em outra final da Taça das Cidades com Feiras e desta vez ajudou o Barcelona a bater o Real Zaragoza por 4 a 3 no total. Em 1968, ele foi membro da equipe que derrotou o Real Madrid por 1-0 na final da Copa do Generalísimo.
Em 1971, Fusté inspirou o FC Barcelona a mais uma vitória em Copa. Na temporada 1970-71, o Barcelona perdeu por pouco a La Liga, perdendo por um ponto para o Valencia. As duas equipes também se encontraram na final da Copa do Generalíssimo. Com o Valencia vencendo por 2-0, Fusté, que entrou como substituto, marcou o primeiro de quatro gols do Barcelona que acabou por virar o jogo e ser campeão.
Em 1972, após 197 jogos da Liga e 47 golos, Fusté deixou o Barcelona e foi para o Hércules, passando a jogar na Segunda División.
Depois de se aposentar, Fusté jogou com o time de veteranos do FC Barcelona e continuou a apresentar performances impressionantes até se aposentar em 2000. Ele também treinou o time veterano.

## Carreira internacional
Fusté também jogou oito vezes pela Seleção Espanhola, marcando três gols. José Villalonga deu-lhe a sua estreia em 11 de Março de 1964, nas quartas-de-finais da Eurocopa, contra a Irlanda. Ele marcou um gol e a Espanha ganhou por 5-1. 
Também jogou pela Espanha na Copa do Mundo de 1966 e durante a fase de grupos da competição, ele marcou na derrota por 2 a 1 contra a Alemanha.

## Morte
Fusté morreu em 20 de abril de 2023, aos 82 anos.

## Títulos
- Taça das Cidades com Feiras: 1965–66 e 1972
- Copa do Generalísimo: 1962–63, 1967–68 e1970–71
- Eurocopa: 1964